# Thilly Weissenborn

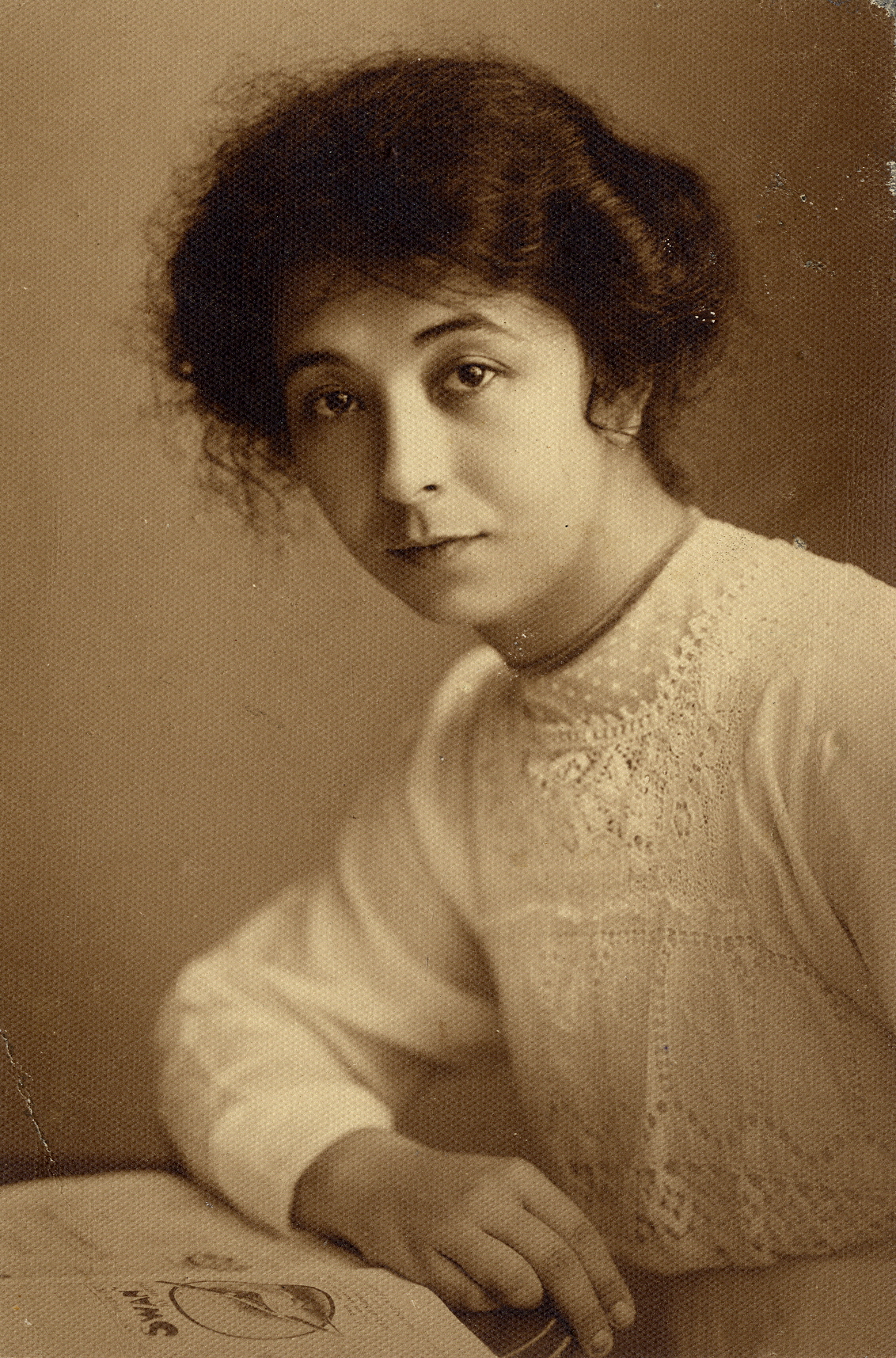
Thilly Weissenborn, 1916

Margarethe Mathilde Thilly Weissenborn (* 22. März 1883 manchmal auch 1889 in Surabaya; † 28. Oktober 1964 in Baarn) war eine niederländische Fotografin.

## Leben
Thilly Weissenborn wurde am 22. März 1883, manchmal wird das Jahr mit 1889 angegeben, in Surabaya geboren. Ihre Eltern waren deutschstämmige, eingebürgerte Niederländer, die dort, später in Tanganjika eine Kaffeeplantage besaßen. Eine ältere Schwester, Else Weissenborn, hatte in Paris Fotografie studiert und ein Studio in Den Haag eröffnet. Thilly Weissenborn ging wie die meisten niederländischen Kinder in Den Haag zur Schule, vermutlich ist sie mit der Fotografie im Studio ihrer Schwester in Berührung gekommen. Im Alter von 18 Jahren kehrte sie nach Java zurück. Sie machte ihre Ausbildung zur Fotografin im Studio von Ohannes Kurkdjian in Surabaya. Zu dem Zeitpunkt war Kurkdjian bereits verstorben. Sie arbeitete unter der Aufsicht des erfahrenen englischen Handwerkers G. P. Lewis. Sie erlernte das Retuschieren von Fotografien und eine ganze Reihe weiterer technischer Arbeiten. In dem Studio arbeiteten 30 Angestellte, sowohl europäische als auch einheimische, davon jedoch nur zwei Frauen. Sie zog 1917 nach Garut, in die Bergregion West-Javas und gründete dort ihr eigenes Studio „Lux“. Ursprünglich gehörte es als Teil einer Apotheke Denis G. Mulder, der auch ein begeisterter Amateurfotograf war und sie anstellte, um das Fotostudio zu führen. Sie kaufte es 1920 von ihm und verlegte es an einen anderen Ort.
Dort begann Weissborn ihre lyrischen Qualitäten in ihre Arbeit zu integrieren. Sie fertigte Porträts, aber auch technisch perfekte Fotos von Gebäuden und Innenräumen an. An ihrem Standort in Garut gab es kühle, neblige Luft durch die Höhenlage in den ruhigen Bergen. Die für die Wärme und Schwüle der Küstenregion übertrieben anständig gekleideten Niederländer flohen hierhin. Sie zeigte in ihren Fotos die Förmlichkeit des Palastes des Generalgouverneurs im nahegelegenen Bogor, die Zärtlichkeit europäischer Mütter mit ihren Kindern und die unsichere Spontaneität kolonialer Tennispartys. Zudem zeigte sie die Ausblicke auf die Hügel und Szenen des Lebens in Bergdörfern als ländliche Idylle. Ihre Landschaftsfotografien und inszenierten Außenszenen erregten aufgrund ihrer Idylle schnell Aufmerksamkeit. Darin porträtierte sie einzelne einheimische Personen im Vordergrund oder Mittelgrund von Szenen, die sich von gemütlichen holländischen Gärten bis zu fernen Vulkanen erstreckten.
Als 1943 Japan Indonesien besetzte, kam sie in das japanische Kareës-Lager in Bandung. Nach dem Krieg wurde die Stadt Garoet durch einen Brand zerstört und 1947 wurde Weissenborns Atelier beim ersten Polizeieinsatz völlig zerstört. Dabei gingen ihre Glasnegative verloren. In dem Jahr heiratete Thilly Weissenborn  Nico Wijnmalen und zog nach Bandung. 1956 mussten sie Java verlassen und kehrten nach Holland zurück, wo sie am 28. Oktober 1964 in Baarn starb.

## Werk
Sie fertigte in über 20 Jahren Fotos für das Tourismusbüro der Kolonialregierung, mit Abbildungen der exotisch anmutenden Landschaft Javas sowie balinesischer Tempel und Tänzer. Sie versorgte auch niederländische Würdenträger, Kolonialbeamte und wohlhabende niederländische Familien mit Erinnerungsalben mit malerischen Fotografien von Balis Gouverneuren und Königen. In den zwanzig Jahren vor der japanischen Invasion in Indonesien waren Weissenborns Bilder sehr gefragt und sie zählt zu den bekanntesten Fotografen Javas. Ihre starke Verbindung zum niederländischen Kolonialismus führt jedoch dazu, dass sie heute von Fotohistorikern nicht nur ambivalent betrachtet, sondern häufig übersehen werden.

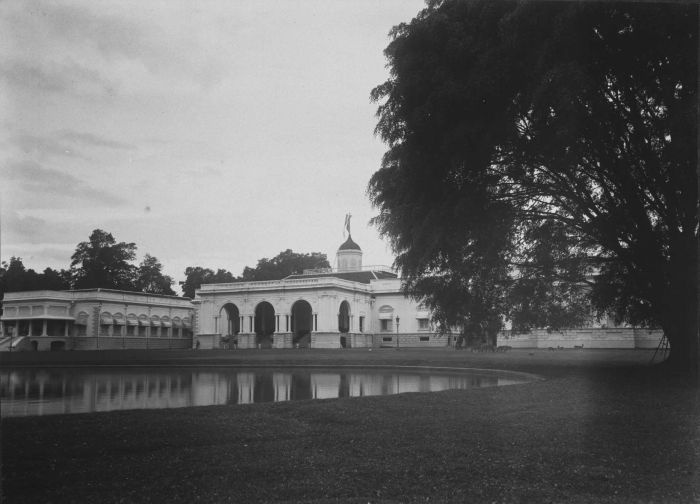
Gouverneurspalast
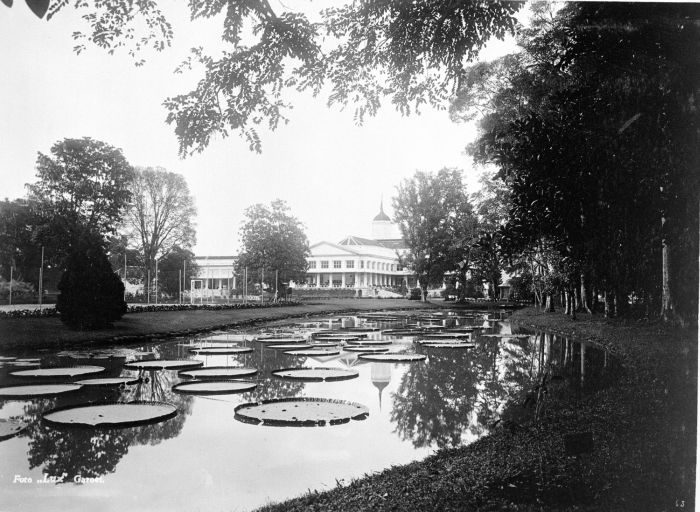
Garten des Gouverneurspalastes
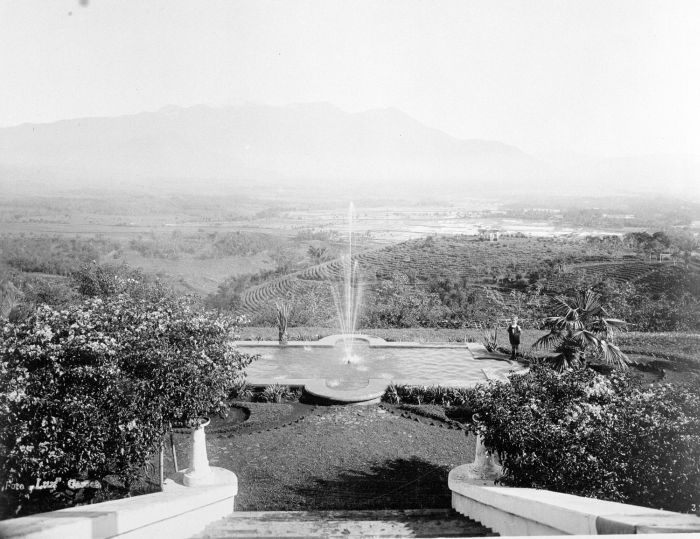
Landschaft
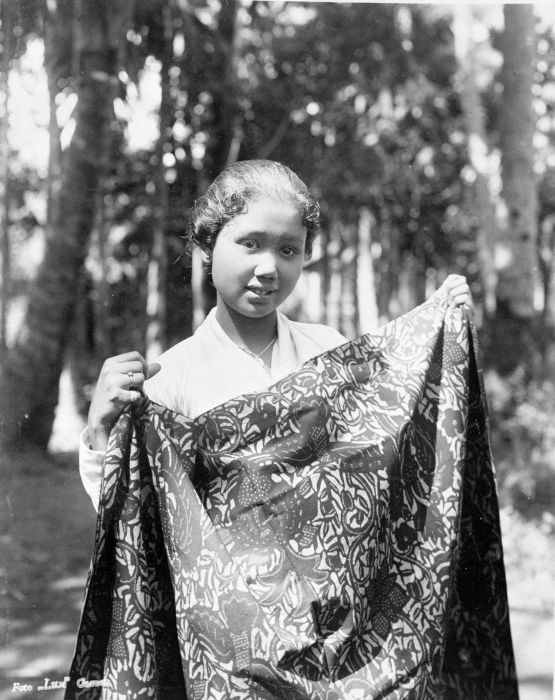
Sarongverkäufer aus Garoet
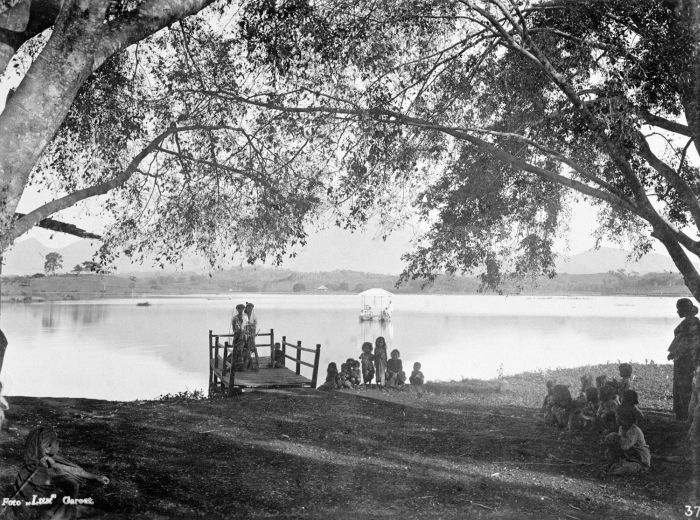
Schwimmende Häuser am Bagendit See
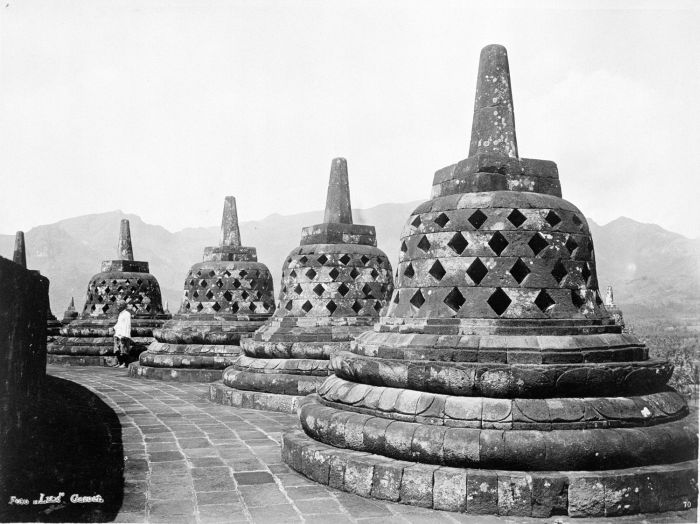
Eine der Galerien der Boroboedoer
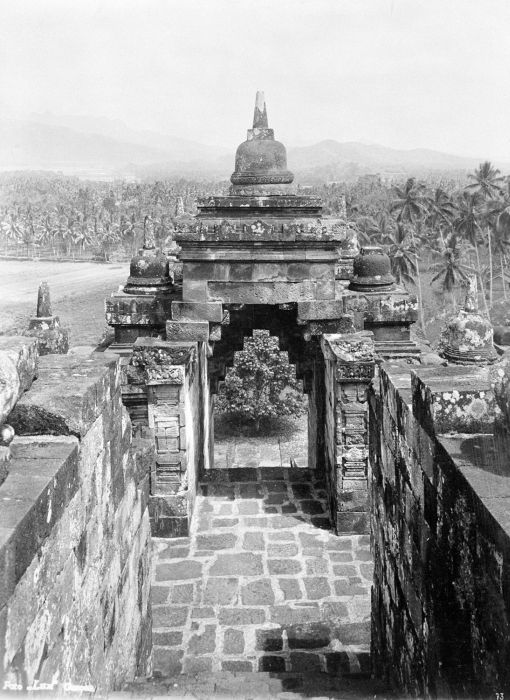
Blick auf das Tor oben auf der überdachten Treppe des Boroboedoer
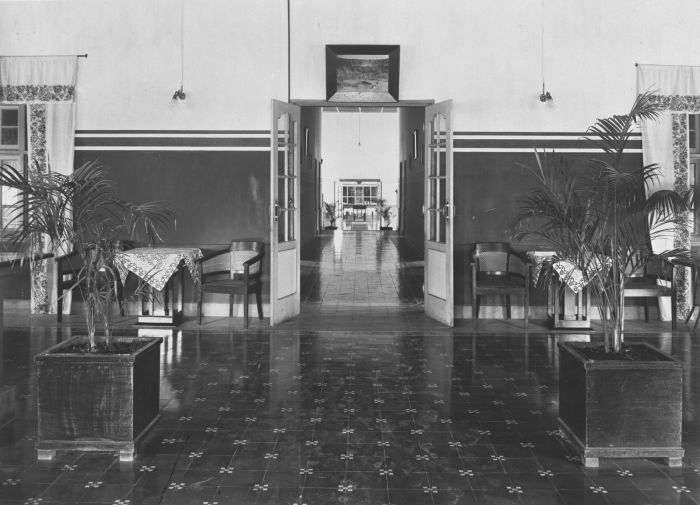
Hotel Lembang
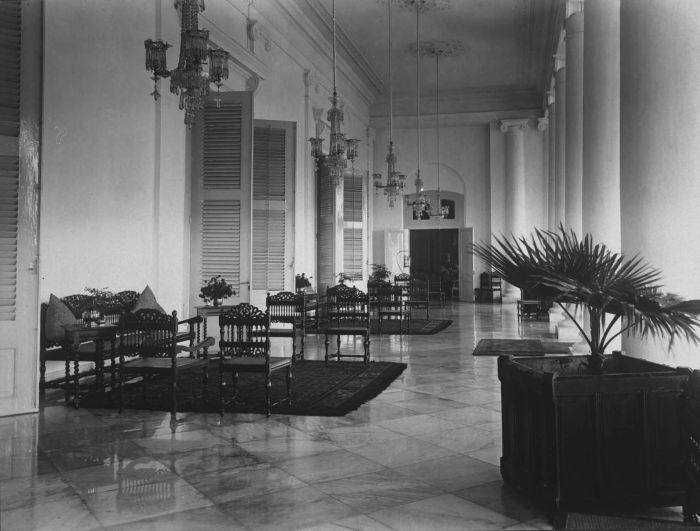
Galerie im Gouverneurspalast
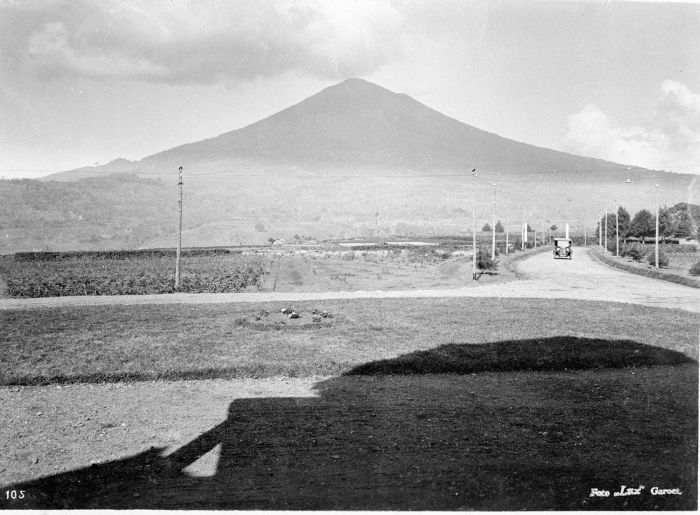
Blick auf den Tjikoerai vom Hotel Tjisoeroepa
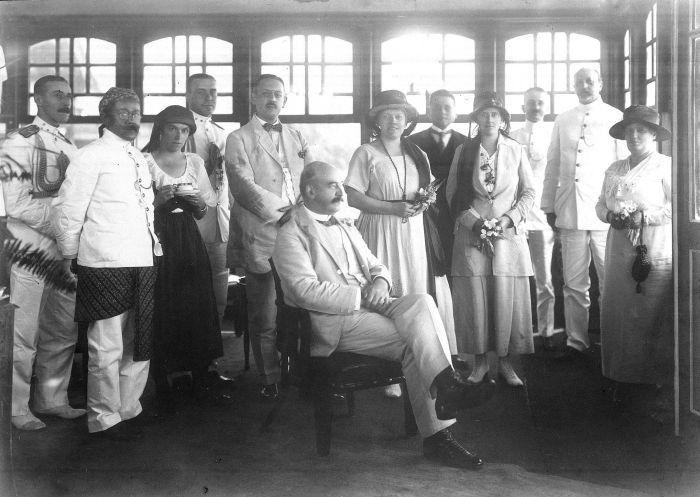
Gruppenporträt mit dem in der Mitte sitzenden Generalgouverneur von Niederländisch-Ostindien, Dirk Fock bei einem Besuch im Hotel-Sanatorium Ngamplang Garoet West-Java
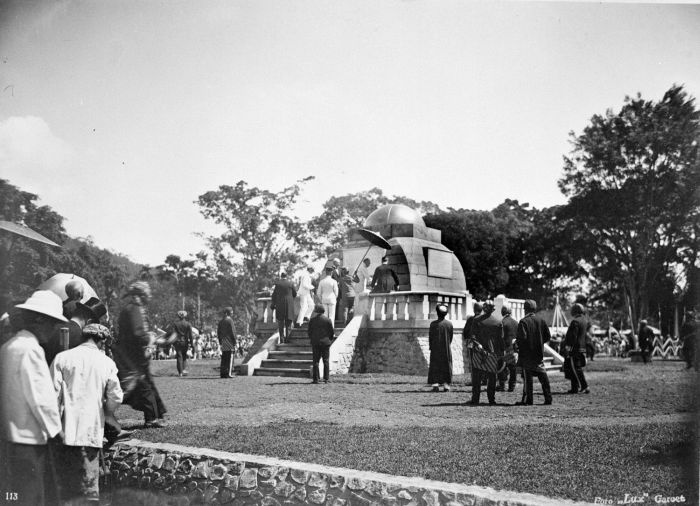
Enthüllung des Denkmals für Pangeran Aria Soeria Atmadja in Sumedang durch G.G. Fock
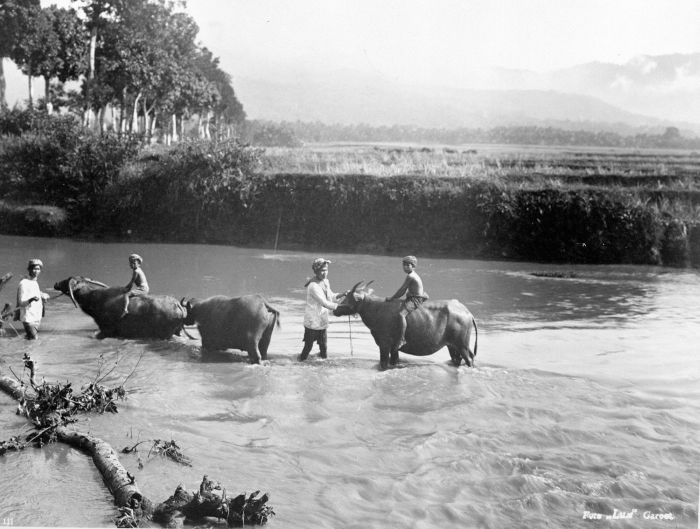
Carabaoes durchqueren mit ihren Wächtern den Fluss Tjimanoele
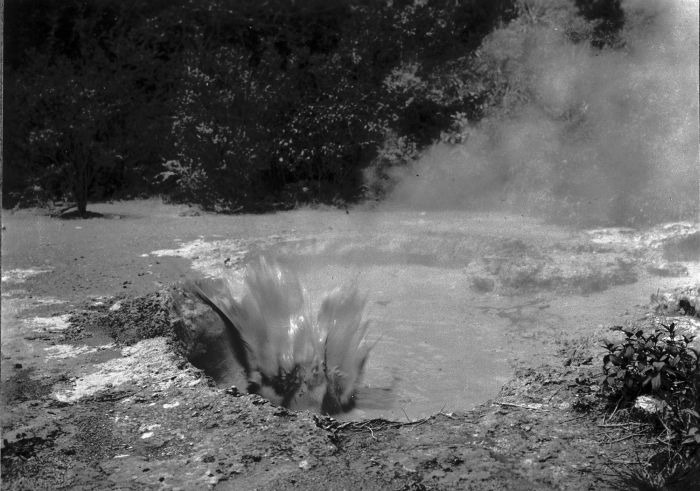
Schlammquelle in einem Krater des Vulkans Kamodjan
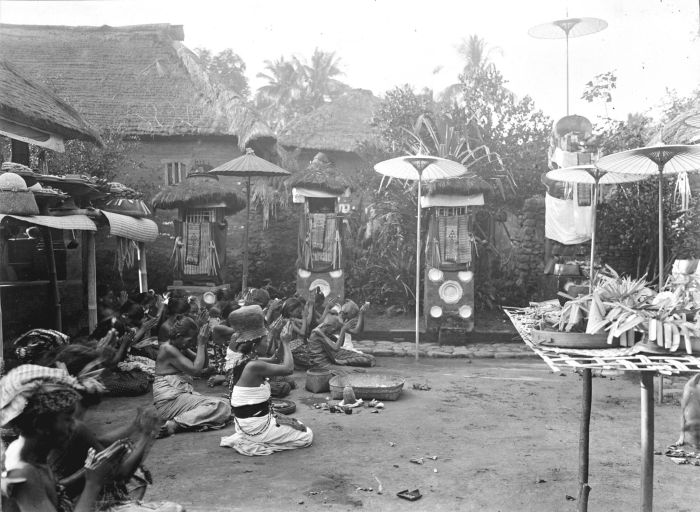
Frauen beim Gebet unter der Leitung einer Priesterin
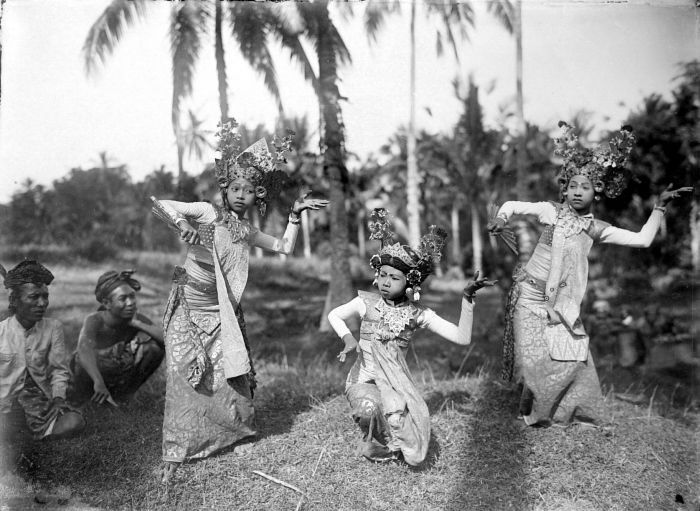
Porträt von drei balinesischen Tänzerinnen
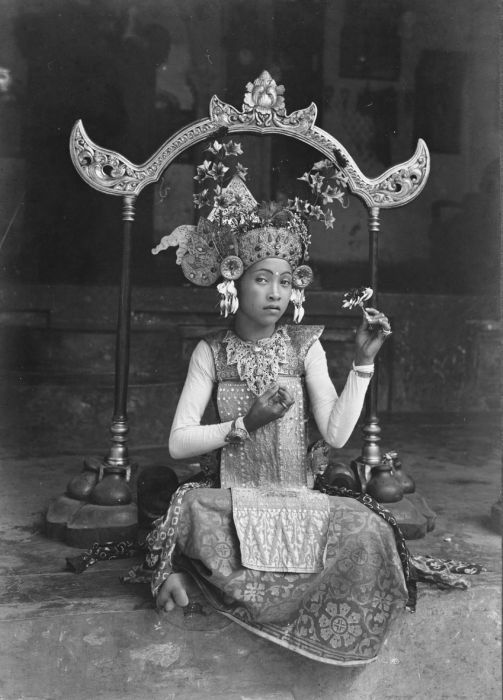
Porträt einer sitzenden balinesischen Tänzerin
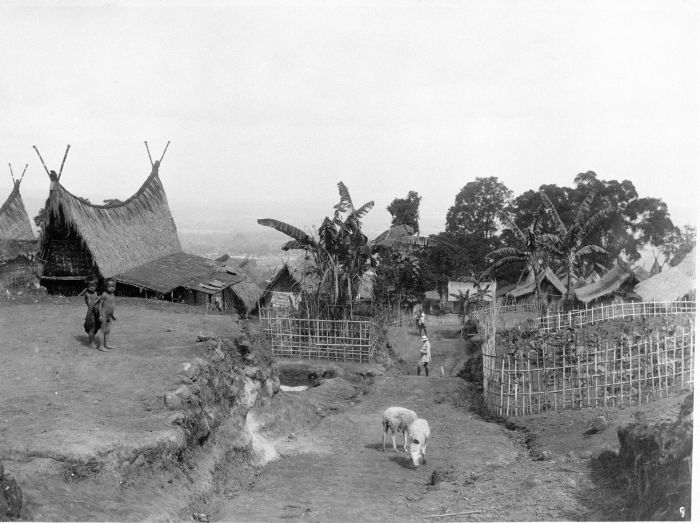
Auf dem Weg nach Telaga-Bodas
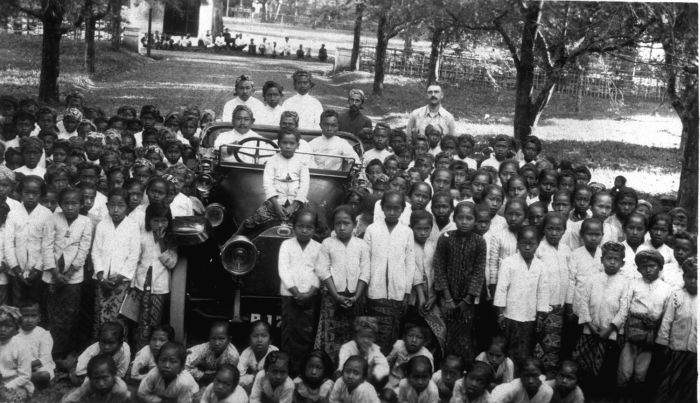
Schulkinder gruppiert um das erste Auto am Ort
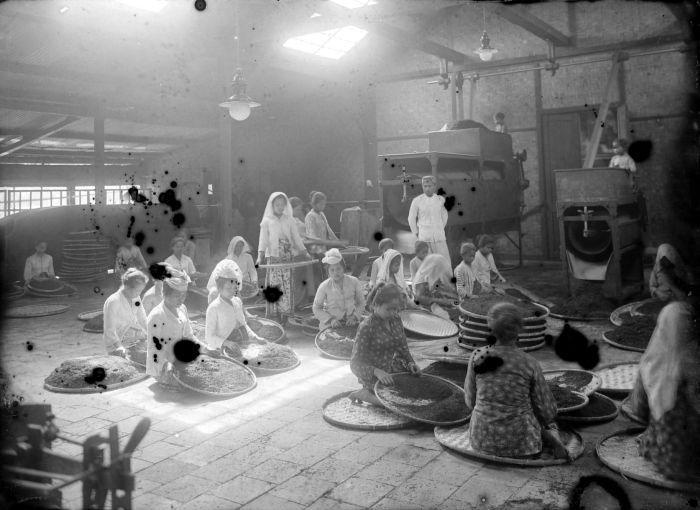
Teesortierer bei der Arbeit in einem Schuppen auf der Tjikadjang-Plantage
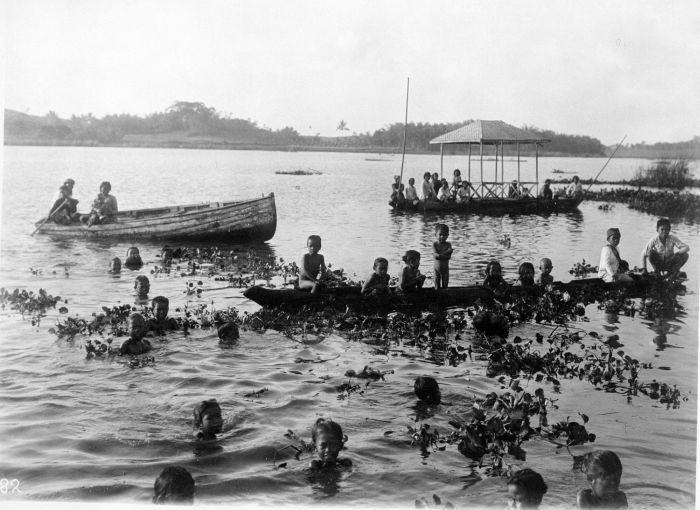
Schwimmende Kinder